# آتیلای دم‌حنایی
آتیلای دم‌حنایی (نام علمی: Attila phoenicurus) نام یک گونه از سرده آتیلاها است.